# Campionato francese di rugby a 15 2004-2005
Il Campionato francese di rugby a 15 2004-2005  è stato vinto per la quarta volta dal Biarritz olympique che ha battuto in finale lo Stade français.
In questo torneo, l'ultimo a 16 squadre, sono retrocesse Grenoble, Béziers e Auch. Il Grenoble è stato poi ulteriormente retrocesso in "Federal 1" per problemi finanziari.

## Formula
In vista della riduzione a 14 squadre per il 2005-06 è stata varata una nuova formula:
- Girone unico a 16 squadre.
- Le prime 4 in semifinale
- Le ultime 3 retrocedono
- La 13° gioca uno spareggio con la seconda della Pro D2
- Le prime sei sono qualificate alla Heineken Cup 2005-2006. Una settima squadra potrebbe essere ammessa se la vincitrice dell'edizione 2004-05 della competizione europea fosse francese ma contemporaneamente la vincente della Challenge Cup non fosse francese.
- Per la prima volta viene adottato il sistema di conteggio dei punti per la classifica secondo lo schema tipico del Super 12: 
  - 4 punti per la vittoria
  - 2 per il pareggio
  - 1 punto di bonus per la sconfitta con meno di 8 punti
  - 1 punto di bonus per chi realizza quattro mete

## Fase di Classificazione
| pos | Squadra               | G. | V. | N. | P. | P+  | P-  | Diff. | B  | Pt. |
| 1   | Stade français Paris  | 30 | 21 | 2  | 7  | 858 | 613 | 245   | 11 | 99  |
| 2   | Biarritz olympique    | 30 | 20 | 0  | 10 | 838 | 488 | 350   | 16 | 96  |
| 3   | Bourgoin Rugby        | 30 | 20 | 2  | 8  | 855 | 648 | 207   | 12 | 96  |
| 4   | Stade toulousain      | 30 | 19 | 0  | 11 | 875 | 574 | 301   | 18 | 94  |
| 5   | USA Perpignan         | 30 | 18 | 1  | 11 | 688 | 583 | 105   | 12 | 86  |
| 6   | Castres olympique     | 30 | 17 | 3  | 10 | 704 | 678 | 26    | 10 | 84  |
| 7   | ASM Clermont Auvergne | 30 | 16 | 2  | 12 | 745 | 647 | 98    | 9  | 77  |
| 8   | SU Agen               | 30 | 16 | 1  | 13 | 674 | 568 | 106   | 11 | 77  |
| 9   | CA Brive              | 30 | 14 | 1  | 15 | 668 | 745 | -77   | 8  | 66  |
| 10  | RC Narbonne           | 30 | 13 | 2  | 15 | 588 | 755 | -167  | 7  | 63  |
| 11  | Montpellier           | 30 | 12 | 0  | 18 | 628 | 765 | -137  | 14 | 62  |
| 12  | Bayonne               | 30 | 12 | 3  | 15 | 587 | 763 | -176  | 6  | 60  |
| 13  | Section paloise       | 30 | 10 | 2  | 18 | 605 | 715 | -110  | 11 | 55  |
| 14  | FC Grenoble           | 30 | 7  | 2  | 21 | 580 | 842 | -262  | 10 | 42  |
| 15  | Béziers Rugby         | 30 | 6  | 3  | 21 | 600 | 876 | -276  | 8  | 38  |
| 16  | FC Auch               | 30 | 7  | 0  | 23 | 503 | 736 | -233  | 9  | 30  |

- Verde : qualificate alla Heineken Cup 2005-2006 e per i Play-off
- azzurro : qualificate alla Heineken Cup 2005-2006
- rosa: retrocesse
- giallo al Barrage con la seconda della Pro-D2

Il 12 giugno 2005 Section paloise vinse il suo match di barrage contro Aurillac per 46-13, conservando dunque il suo posto nel Top-14.

## Semifinali
(In grassetto le qualificate alla finale)
| Bordeaux 3 giugno 2005 | Stade français Paris | 23 – 18                                                                     | Stade toulousain | Stade de France |
| \| \| \| \| \| mete: Pichot, Villiers Skrela 2 trasf.: Skrela 2 c.p.: Skrela 3 \| Marcatori \| mete: Elissalde , Heymans trasf.: Elissalde c.p.: Elissalde Drop: Elissalde \| |                      |                                                                             |                  |                 |
| |                      |                                                                             |                  |                 |
| mete: Pichot, Villiers Skrela 2 trasf.: Skrela 2 c.p.: Skrela 3 | Marcatori            | mete: Elissalde , Heymans trasf.: Elissalde c.p.: Elissalde Drop: Elissalde |                  |                 |

| Tolosa 4 giugno 2005 | Biarritz olympique | 32 – 27                                                                      | CS Bourgoin-Jallieu | Stadium Municipal |
| \| \| \| \| \| mete: Gobelet, Traille Peyrelongue, Brusque trasf.: Yachvili 3 c.p.: Yachvili Drop: Peyrelongue \| Marcatori \| mete: Papé Anthony Forest, G.Davis Heymans trasf.: Péclier 3 c.p.: Péclier 2 \| |                    |                                                                              |                     |                   |
| |                    |                                                                              |                     |                   |
| mete: Gobelet, Traille Peyrelongue, Brusque trasf.: Yachvili 3 c.p.: Yachvili Drop: Peyrelongue | Marcatori          | mete: Papé Anthony Forest, G.Davis Heymans trasf.: Péclier 3 c.p.: Péclier 2 |                     |                   |

## Finale
| Arbitro: | Jean-Christophe Gastou |

| |            | |
| 18’ Gobelet | mt         | 26’ Dominici |
| 18’ D. Yachvili | tr         | 26’ D. Skrela |
| 4’, 13’, 23’, 35’, 50’, 55’, 64’, 68’, 102’ D. Yachvili | c.p.       | 7’, 21’, 29’, 33’, 42’, 59’, 77’, 90’ D. Skrela |
| 100’ Peyrelongue | drop       | 52’ Liebenberg |
| · Brusque · 28’ Bidabé · Bousses · Traille · Gobelet · Peyrelongue · D. Yachvili · 95’ Bălan · 74’ August · 74’ 95’ Avril · 7-17’ Thion · 51’ Couzinet · Betsen · Harinordoquy · T. Lièvremont (c) · 28’ Martín Aramburú · 51’ Olibeau · 74’ Gonzalez · 74’ Lecouls | Formazioni | · Hernández 28’ · Dominici 74’ · Glas · Liebenberg · Arias · D. Skrela · Pichot · Roncero 40-50’ 75’ · Blin 61’ · P. de Villiers 51’ 75’ · Auradou (c) 7-17’ 71’ · James · Rabadan 97’ · Martin · Sowerby · Mirco Bergamasco 28’ · Marconnet 51’ · B. Kayser 61’ · Brouzet 71’ · Sarraméa 74’ · Mauro Bergamasco 97’ |
| Patrice Lagisquet | Allenatori | Fabien Galthié |